# مرقس معلم
الأرشمندريت مرقس يوحنا داوود معلم (ولد في عيلبون في تموز عام 1890، وتوفي عام 1979)، هو رجل دين كاثوليكي فلسطيني خدم في عيلبون والمغار وديرحنا. ولعب بعد حرب عام 1948 دورًا مهمًا في إعادة جزء من لاجئي قرية عيلبون إلى البلاد.

## حياته
ولد في 12 تموز 1890، والده هو الأرشمندريت يوحنا المعلم وأمه ثقلا أشقر. تزوج في العام 1907 وفي العام 1908 عين معلمًا لمدرسة ديرحنا الأسقفية وباشر حالًا ببناء كنيسة وغرفة مدرسة تخدم أبناء البلدة. عام 1911 انتقل ليعلم في سخنين وبعدها عيلبون حتى سنة 1914. من العام 1914 حتى اخر العام 1917 أي خلال الحرب العالمية الأولى اجبر للعمل بالسخرة كباقي شبان عيلبون لصالح الجيش التركي.
لعب دورا هاما في فترة النكبة عام 1948 بعد سقوط عيلبون في أيدي الصهاينة في إعادة جزء من أهالي القرية الذين فروا خوفا من المجازر أو طردتهم القوات الصهيونية. إذ قابل الجيش والصليب الأحمر، كما وجه رسائل إلى مدير شرطة طبريا الإسرائيلي، مطالبا بوقف التنكيل والسماح بعودة اللاجئين، وراسل كل الدوائر المختصة بما فيها الفاتيكان الذي تدخل من أجل إعادة أهالي القرية ذات الأكثرية المسيحية. وتصف رسائله إلى وزير الداخلية الإسرائيلي جرائم التي ارتكبتها القوات الصهيونية التي قتلت 12 شابا من اهل عيلبون، وارتكبت جرائم سرقة ونهب، واعتقلت العشرات وطردتهم إلى الحدود اللبنانية حيث أمضوا وأطفالهم أياما في العراء بلا طعام.

## الكهنوت
- في سنة 1920 سيم كاهنًا على يد المطران غريغوريوس حجار.
- في سنة 1955 سيم ارشمندريتًا ونال اليوبيل الفضي.
- في 9 اب 1969 نال اليوبيل الذهبي.[2]